# Act. 7
Act. 7 là EP thứ bảy của nhóm nhạc nữ Hàn Quốc 4Minute. EP được phát hành vào ngày 1 tháng 2 năm 2016 với 5 bài hát. Bài hát chủ đề "Hate" được sử dụng để quảng bá cho EP này.

## Bối cảnh
Vào ngày 25 tháng 11, Cube Entertainment đăng tải danh sách bài hát của EP và hình ảnh của các thành viên. Bài hát chủ đề, "Hate", được sản xuất bởi DJ EDM nổi tiếng Skrillex.

## Phát hành và quảng bá
Vào ngày 29 tháng 1, nhóm đã đăng tải đoạn video đầu tiên của "Hate" với những hình ảnh mang tính kịch tính của các thành viên. Video âm nhạc của "Hate" được đăng tải vào ngày 1 tháng 2, với phong cách sexy bao trùm lên một bài hát hip hop. Video này đã đạt 1 triệu lượt xem sau khi phát hành được 24 giờ.
Nhóm bắt đầu quảng bá trên MBC Show Champion vào ngày 3 tháng 2; sau đó là các chương trình Mnet M! Countdown, KBS Music Bank, MBC Music Core và SBS Inkigayo vào ngày 4, 5, 6, 7 tháng 2.

## Danh sách bài hát
| STT              | Nhan đề               | Phổ lời                                          | Phổ nhạc                                            | Arrangement                         | Thời lượng |
| ---------------- | --------------------- | ------------------------------------------------ | --------------------------------------------------- | ----------------------------------- | ---------- |
| 1.               | "Hate" (싫어; Silheo) | Seo Jae-woo, Son Young-jin, Jenyer, Kim Hyun-a   | Jae-woo, Young-jin, Skrillex                        | Jae-woo, Young-jin, Skrillex        | 03:35      |
| 2.               | "No Love"             | Ra-young, Gen Neo (of NoizeBank), Hyun-a, Jenyer | Gen Neo (of NoizeBank)                              | Gen Neo (of NoizeBank)              | 03:14      |
| 3.               | "Blind"               | Kwon So-hyun, Jenyer, Hyun-a                     | Im Kwang-wook, Ryan Kim, Hunnykilla, Amanda Moseley | Im Kwang-wook, Ryan Kim, Hunnykilla | 03:59      |
| 4.               | "Canvas"              | Big Ssancho, Cho Seong-ho                        | Big Ssancho, Cho Seong-ho                           | Big Ssancho, Cho Seong-ho           | 03:35      |
| 5.               | "Bad guy"             | Heo gayoon,Hyun-a                                | Big ssancho,Cho Seong-ho                            | Big Ssancho,Cho Seong-ho            | 03:20      |
| 6.               | "Hate" (Instrumental) |                                                  | Jae-woo, Young-jin, Skrillex                        | Jae-woo, Young-jin, Skrillex        | 03:35      |
| Tổng thời lượng: | Tổng thời lượng:      | Tổng thời lượng:                                 | Tổng thời lượng:                                    | Tổng thời lượng:                    | 17:59      |

## Bảng xếp hạng

### Bảng xếp hạng tuần
| Bảng xếp hạng (2016)        | Vị trí cao nhất |
| --------------------------- | --------------- |
| South Korean Albums (Gaon)  | 2               |
| Japanese Albums (Oricon)    | 254             |
| US World Albums (Billboard) | 3               |

## Lịch sử phát hành
| Quốc gia | Ngày               | Định dạng       | Nhãn đĩa           |
| -------- | ------------------ | --------------- | ------------------ |
| Thế giới | 1 tháng 2 năm 2016 | Tải nhạc số, CD | Cube Entertainment |